# Murilo Bustamante
Murilo Bustamante (Arpoador, 30 de julio de 1966) es un artista marcial mixto brasileño que fue Campeón de Peso Medio de UFC. Es uno de los fundadores de la Brazilian Top Team y es el actual líder.

## Historial
Murilo Bustamante es cinturón negro bajo el reconocido Carlson Gracie. Ha ganado numerosos títulos mundiales en Jiu-Jitsu Brasileño, incluyendo el Campeonato Mundial de Jiu-Jitsu. Su impresionante currículum de AMM incluye victorias sobre Jerry Bohlander, Ikuhisa Minowa, Ryuta Sakurai (dos veces), Dave Menne (al que le ganó el Campeonato de Peso Medio de UFC) y Matt Lindland.

## Campeonatos y logros
- Ultimate Fighting Championship
  - Campeón de Peso Medio de UFC (Una vez)

- PRIDE Fighting Championships
  - PRIDE GP 2005 de Peso Wélter (Finalista)

- MMAFighting
  - Peleador Peso Medio del Año (2002)[1]

## Registro en artes marciales mixtas
| Resultado | Récord | Oponente          | Método                        | Evento                             | Fecha                    | Ronda | Tiempo | Localización            | Notas |
| --------- | ------ | ----------------- | ----------------------------- | ---------------------------------- | ------------------------ | ----- | ------ | ----------------------- | --- |
| Victoria  | 15–8–1 | Dave Menne        | Decisión (unánime)            | Amazon Forest Combat 2             | 31 de marzo de 2012      | 3     | 5:00   | Manaus                  | |
| Derrota   | 14–8–1 | Jesse Taylor      | TKO (retiro)                  | Impact FC 2: The Uprising: Sydney  | 18 de julio de 2010      | 2     | 2:10   | Sídney                  | |
| Derrota   | 14–7–1 | Makoto Takimoto   | Decisión (dividida)           | Yarennoka: New Year's Eve 2007     | 31 de diciembre de 2007  | 2     | 5:00   | Saitama                 | |
| Victoria  | 14–6–1 | Ryuta Sakurai     | KO (golpe)                    | Deep: 29 Impact                    | 13 de abril de 2007      | 1     | 3:50   | Tokio                   | |
| Victoria  | 13–6–1 | Dong Sik Yoon     | Decisión (unánime)            | PRIDE Bushido 13                   | 5 de noviembre de 2006   | 2     | 5:00   | Yokohama                | |
| Derrota   | 12–6–1 | Amar Suloev       | Decisión (unánime)            | PRIDE Bushido 11                   | 4 de junio de 2006       | 2     | 5:00   | Saitama                 | |
| Derrota   | 12–5–1 | Dan Henderson     | Decisión (dividida)           | PRIDE Shockwave 2005               | 31 de diciembre de 2005  | 2     | 5:00   | Saitama                 | PRIDE GP de Peso Wélter (Final).                                                                                      |
| Victoria  | 12–4–1 | Ikuhisa Minowa    | TKO (golpes)                  | PRIDE Bushido 9                    | 25 de septiembre de 2005 | 1     | 9:51   | Tokio                   | PRIDE GP de Peso Wélter (Semifinal).                                                                                  |
| Victoria  | 11–4–1 | Masanori Suda     | Sumisión (armbar)             | PRIDE Bushido 9                    | 25 de septiembre de 2005 | 1     | 3:20   | Tokio                   | PRIDE GP de Peso Wélter (Ronda de apertura).                                                                          |
| Victoria  | 10–4–1 | Ryuta Sakurai     | Decisión (unánime)            | PRIDE Bushido 6                    | 3 de abril de 2005       | 2     | 5:00   | Yokohama                | |
| Derrota   | 9–4–1  | Kazuhiro Nakamura | Decisión (unánime)            | PRIDE Final Conflict 2004          | 15 de agosto de 2004     | 3     | 5:00   | Saitama                 | |
| Derrota   | 9–3–1  | Dan Henderson     | TKO (golpes)                  | PRIDE Final Conflict 2003          | 9 de noviembre de 2003   | 1     | 0:53   | Tokio                   | PRIDE GP de Peso Medio.                                                                                               |
| Derrota   | 9–2–1  | Quinton Jackson   | Decisión (dividida)           | PRIDE Total Elimination 2003       | 10 de agosto de 2003     | 3     | 5:00   | Saitama                 | Tomó la pelea con 5 días de antelación, en reemplazo de su compañero lesionado Ricardo Arona. PRIDE GP de Peso Medio. |
| Victoria  | 9–1–1  | Matt Lindland     | Sumisión (guillotine choke)   | UFC 37                             | 10 de mayo de 2002       | 3     | 1:33   | Bossier City, Luisiana  | Defendió el Campeonato de Peso Medio de UFC. Desocupa el título después de firmar con PRIDE .                         |
| Victoria  | 8–1–1  | Dave Menne        | TKO (golpes)                  | UFC 35                             | 11 de enero de 2002      | 2     | 0:44   | Uncasville, Connecticut | Ganó el Campeonato de Peso Medio de UFC.                                                                              |
| Derrota   | 7–1–1  | Chuck Liddell     | Decisión (unánime)            | UFC 33                             | 28 de septiembre de 2001 | 3     | 5:00   | Las Vegas, Nevada       | |
| Victoria  | 7–0–1  | Sanae Kikuta      | Decisión (unánime)            | Pancrase: Trans 6                  | 31 de octubre de 2000    | 1     | 15:00  | Tokio                   | |
| Victoria  | 6–0–1  | Yoji Anjo         | Sumisión (arm-triangle choke) | UFC 25                             | 14 de abril de 2000      | 2     | 0:31   | Tokio                   | |
| Victoria  | 5–0–1  | Jerry Bohlander   | KO (patada alta)              | Pentagon Combat                    | 27 de septiembre de 1997 | 1     | 5:38   | Brasil                  | |
| Empate    | 4–0–1  | Tom Erikson       | Empate                        | Martial Arts Reality Superfighting | 22 de noviembre de 1996  | 1     | 40:00  | Birmingham, Alabama     | |
| Victoria  | 4–0    | Juan Mott         | Sumisión (golpes)             | Martial Arts Reality Superfighting | 22 de noviembre de 1996  | 1     | 1:08   | Birmingham, Alabama     | |
| Victoria  | 3–0    | Chris Haseman     | TKO (parada del equipo)       | Martial Arts Reality Superfighting | 22 de noviembre de 1996  | 1     | 1:01   | Birmingham, Alabama     | |
| Victoria  | 2–0    | Joe Charles       | Sumisión (arm-triangle choke) | Universal Vale Tudo Fighting 2     | 24 de junio de 1996      | 1     | 3:08   | Brasil                  | |
| Victoria  | 1–0    | Marcelo Mendes    | TKO (lesión)                  | Desafio-Jiu-Jitsu vs. Luta Livre   | 26 de septiembre de 1991 | 1     | 4:42   | Brasil                  | |